# Miami Orange Bowl
O Miami Orange Bowl foi um estádio localizado em Miami, na Flórida, Estados Unidos. Era então a casa do time de futebol americano da Universidade de Miami (Miami Hurricanes).
O estádio tinha capacidade para 74.177, mas podia receber até 80.000 em concertos. Entre os shows que o Orange Bowl recebeu estão: Rolling Stones, Michael Jackson, Madonna, Pink Floyd e Prince.

## História
Inaugurado em 10 de Dezembro de 1937 como Burdine Stadium. Em 1959 foi renomeado devido ao tradicional jogo de futebol americano entre universidades (realizados desde 1935 e desde 1938 até 1995 no Orange Bowl).
Foi a casa do time de futebol americano da NFL Miami Dolphins durante 20 anos (de 1966 até 1986). A primeira partida do Dolphins foi em 2 de Setembro de 1966.
Recebeu algumas partidas da Copa Ouro da CONCACAF, algumas partidas do campeonato de futebol das Olimpíadas de 1996 e cinco Super Bowls (II 1968, III 1969, V 1971, X 1976 e XIII 1979).
Foi demolido em 2008 para dar lugar ao novo estádio do time de Baseball Florida Marlins, o Marlins Park.